# Волгодонский троллейбус
Волгодонский троллейбус — один из видов городского общественного транспорта города Волгодонска Ростовской области России, действующий с 1977 года.

## История
Появление троллейбусной системы в Волгодонске во многом зависело от развития его экономики и в частности строительства завода «Атоммаш». Волгодонск начал быстро расти, всего за несколько лет после начала строительства Атоммаша и других предприятий, население города значительно увеличилось (до ста тысяч жителей), в связи с чем город стал испытывать транспортные трудности. В связи с этим, в 1976 году было решено организовать в городе троллейбусное движение.
Строительство троллейбуса двигалось быстро. Самая первая линия соединила два крупных градообразующих предприятия — Волгодонский химический завод (ВХЗ) и Атоммаш, пройдя через центр города — площадь Комсомольскую. Первая пробная поездка троллейбуса по улицам города состоялась 30 июня 1977 года, а 4 октября того же года троллейбусы начали перевозить горожан по маршруту "ВХЗ — Атоммаш" (троллейбусный маршрут  №1). В момент открытия количество троллейбусов в Волгодонске составляло 25 единиц.
Строительство троллейбуса финансировалось за счёт «Атоммаша». В течение первого года своей эксплуатации троллейбусное хозяйство находилось на балансе «Атоммаша» и относилось к его транспортному цеху. Первое депо троллейбуса было устроено неподалёку от ВХЗ, в районе нынешней остановки "Волгодонсктрансзаказчик" (ВТЗ). Троллейбусное депо №1 закрыто.
1 июля 1978 года по решению горисполкома троллейбусное хозяйство было передано городу и организовано Волгодонское троллейбусное управление (ВТУ).

## Хронология развития маршрутной сети
До середины 1980-х годов Волгодонский троллейбус динамично развивался, регулярно открывались новые маршруты:
- 4 октября 1977 года открыт маршрут ВХЗ — Атоммаш (троллейбусный маршрут  №1).
- 1981 — открыт маршрут в посёлок Шлюзы, впоследствии был продлён до Волгодонского опытно-экспериментального завода — ВОЭЗ.
- апрель 1984 — открыта линия к проспекту Мира по улицам Энтузиастов — Ленинградской — проспекту Курчатова — улице имени академика Королёва.
- На ноябрь 1985 года в Волгодонске имелось 7 троллейбусных маршрутов (№1 «Административно-бытовой корпус — пл. Химиков», №1а «Административно-бытовой корпус — пл. Химиков», №2 «просп. Мира — пл. Химиков», №3 «Административно-бытовой корпус — Коллективные сады "Волгодонской садовод"», №4 «просп. Мира — Коллективные сады "Волгодонской садовод"», №5 «Административно-бытовой корпус» (кольцевой), №6 «Административно-бытовой корпус — просп. Мира»)[1].
- В мае 1986 года открыт пригородный троллейбусный маршрут протяжённостью в 19,3 км к Ростовской АЭС (ныне закрытый маршрут № 7).
- В ноябре 1991 года было открыто троллейбусное депо №2 в Новом городе. К этому депо было проложено два новых маршрута (№№ 8 и 9). Таким образом, общее количество троллейбусных маршрутов Волгодонска достигло девяти.
- На 2003 года в Волгодонске работало 9 маршрутов троллейбусов (№1 «Атоммаш — Химзавод», №2 «Атоммаш — Химзавод», №3 «просп. Мира — ВОЭЗ», №4 «просп. Мира — Химзавод», №5 «просп. Мира — Подстанция №6», № 6«просп. Мира — Подстанция №6», №7 «Комсомольская площадь — РОАЭС», №8 «Троллейбусное управление — Химзавод», №9 «просп. Мира — Троллейбусное управление»)[2].Позднее добавились маршруты 3а и 4а.
- К середине 2000-х годов закрыты маршруты троллейбусов №4, 4а, 5, 6, 7, 8, 9.
- 31 декабря 2008 открыта новая троллейбусная линия (ул. Ленинградская — ул. К.Маркса — пр. Лазоревый — пр. Мира), опоясывающая один из отдалённых микрорайонов города — квартал В-9. (Линия обслуживается маршрутом троллейбуса  №3а).
- На март 2024 года в Волгодонске четыре действующих маршрута[3] (№1«ВХЗ  — АБК-1», №2 «ВХЗ  — АБК-1», №3 « ВОЭЗ — Кварталы В-7 и В-9», №3а «ВОЭЗ — Кварталы В-9 и В-7»).
- С 1 июля 2024 года отменен троллейбусный маршрут №3 (организована работа электробусов с переименованием маршрута в №3К).
- На июль 2024 года в Волгодонске три действующих маршрута (№1"ВХЗ - АБК-1",№2 "ВХЗ - АБК-1",№3а "ВОЭЗ - Кварталы В-9 и В-7").

## Подвижной состав
К началу девяностых годов на улицах работало уже 78 машин, все — ЗиУ-9 (модификация ЗиУ-682). Однако в девяностых годах из-за плохой экономической ситуации по всей стране для волгодонского троллейбуса настали тяжёлые времена. Новые троллейбусы не закупались, а старые постепенно приходили в негодность. Дошло до того, что в конце 90-х годов на улицы города могли выходить только сорок троллейбусов. Также были отложены «в долгий ящик» многочисленные планы строительства новых маршрутов. 
Однако после возобновления строительства Ростовской АЭС финансовая ситуация несколько улучшилась, и после 2000 года городом было закуплено 10 новых машин волгоградского производства (ВЗТМ-5284). Интересно, что и в этот раз финансирование городского троллейбуса осуществлял «Атоммаш». В дальнейшем троллейбусный парк в Волгодонске обновлялся ещё несколько раз. В 2007 году приобретены два троллейбуса БТЗ-5276-04, в 2008 году — шесть троллейбусов ЛиАЗ-5280, а в 2010 — ещё девять машин той же марки. Последнее обновление было в августе 2015 года, в город прибыло 10 новых троллейбусов БКМ-321.
В 2021/2022 годах прибыли 5 машин из Санкт-Петербурга (ВМЗ-5298.01 (ВМЗ-463) под бортовым номером 3305, ВМЗ-5298.01 «Авангард» 3317, БКМ 321 3202, 3208, 3432)
Машины 3305, 3317, 3202, 3208, 3432 временно не работают.
В настоящее время на маршруты ежедневно выходят троллейбусы марок АКСМ-321 и ЛиАЗ-5280, а также 1 машина марки ВМЗ «Авангард».